# 太政官牒
太政官牒（だいじょうかんちょう）とは、太政官から僧綱・寺社などの直接管理下にない組織に対して送付する公文書のこと。単に官牒（かんちょう）とも称する。平安時代に盛んに用いられた。
牒は、公式令においては主典以上の官人が官司に対して上申する際に用いられる文書形式であったが、後に僧綱や寺社と官司とが文書の遣り取りを行う際にも用いられるようになった。太政官からの命令は通常は太政官符が用いられるが、寺社とは直接的な被官関係を有しないために太政官符よりも命令色の薄い太政官牒が替わりに用いられた。
また、平安時代初期以降、渤海使が国書と共に渤海の三省の1つである中台省の牒（中台省牒）を持参するようになると、日本側も遣渤海使に太政官牒を持たせるようになった（太政官が渤海の三省に相当する機関にあたるため）。
差出相手の下と本文冒頭において「牒」という1文字をそれぞれに加え、更に書止には「故牒」の文字が加えられ、日付の次に太政官牒を作成した弁官と史が署名が記された。